# Waiká
El waiká, també ianomám (o Yanomae, Yanomama, Yanomami), és un dels diversos idiomes molt relacionats parlats pels ianomami al Brasil. La majoria dels parlants són monolingües. Per obtenir una descripció gramatical, consulteu llengües ianomami.
Els noms Waika (Guaica) i Yanomami són compartits amb el ianomamö.

## Subgrups
Alguns subgrups ianomam:
- Palimiu thëripë
- Wakathau thëripë
- Watorikɨ thëripë
- Yanomam do Rio Toototopi
- Maraxiu thëripë (em Haxiú e Papiú)
- Xaatha thëri (Alto Catrimani)
- Homoxi i Yaritha